# Stefan Themerson
Stefan Themerson, né le 25 janvier 1910 à Płock, en Pologne, et mort le 6 septembre 1988 à Londres, est un écrivain, poète, romancier, scénariste, réalisateur, compositeur et philosophe polonais. Il écrivait dans trois langues. Avec sa femme, Franciszka Themerson, ils sont considérés comme des personnalités du surréalisme européen.

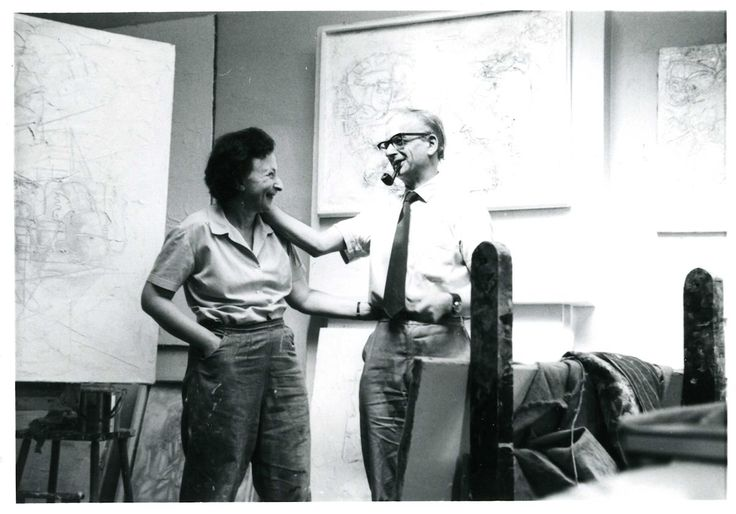
Franciszka et Stefan Themerson.

## Jeunesse
Stefan Themerson est né à Płock, qui faisait partie de l'Empire russe, le 25 janvier 1910, et est mort à Londres le 6 septembre 1988. Son père, Mieczysław Themerson, était un médecin, réformateur social et écrivain. Certains de ses écrits ont été publiés. Sa mère était Ludwika Smulewicz. Pendant la Première Guerre mondiale, son père est médecin dans l'armée du Tsar et la famille vit à Riga, à Saint-Pétersbourg et à Velikié Louki. En 1918, ils reviennent à Płock, qui fait maintenant partie de la Pologne indépendante, et Stefan suit les cours du Lycée Ladislas II Jagellon. À cette époque, il montre un intérêt pour la photographie et construit un récepteur radio. Son frère aîné, Roman, termine ses études de médecine, mais décède de la tuberculose en 1929.
En 1928, Stefan Themerson va étudier la physique à l'Université de Varsovie. Un an après, il suit les cours d'architecture de l'École polytechnique de Varsovie, mais passe l'essentiel de son temps à faire de la photographie, du collage et du cinéma. Ses premiers écrits publiés datent de 1928. Il n'a jamais formellement arrêté ses études mais s'est mis progressivement à travailler sur ses propres sujets d'intérêt. En 1929, il rencontre une étudiante en arts, Franciszka Weinles. Elle obtient son diplôme en 1931 et ils se marient la même année à Varsovie.

## 1931 à 1935
Pendant cette période, les Themerson vivent et travaillent à Varsovie. Stefan fournit des articles à divers périodiques, des textes pour des livres scolaires et écrit une dizaine de livres pour enfants illustrés par Franciszka, comme Mr Rouse Builds His House. Stefan expérimente les photogrammes et le couple réalise cinq courts métrages expérimentaux : Apteka (The Pharmacy) (1930), Europa (1931–1932), Drobiazg Melodyjny (Musical Moment) (1933), Zwarcie (Short Circuit) (1935) et Przygoda Człowieka Poczciwego (The Adventures of a Good Citizen) (1937). Ils ont été projetés avec d'autres films expérimentaux de l'époque. Tous, sauf The Adventures of a Good Citizen qui est resté à Varsovie, ont été perdus à Paris durant la Seconde Guerre mondiale. Le script pour Europa, basé sur un poème d'Anatol Stern (en), a été publié et illustré plus tard par Gaberbocchus Press (en), la maison d'édition du couple Themerson. The Pharmacy et Musical Moment ont été refilmés par Bruce Checefsky à partir de descriptions et de storyboards. En 1983, Stefan, vivant à Londres, a fait une nouvelle version du film Europa avec la London Film-Makers' Co-op (en). Une copie incomplète du film original a été trouvée dans des archives à Berlin en 2019. La copie a été donnée au British Film Institute pour être conservée et préservée.
En 1935, avec d'autres jeunes cinéastes, les Themerson fondent une coopérative, Spółdzielnia Autorów Filmowych (SAF).

## 1936 à 1939
En 1936 et 1937, les Themerson visitent Paris, qui est le centre de l'avant-garde artistique mondiale, rencontrent László Moholy-Nagy et d'autres artistes expérimentaux à Londres, et réalisent des projections de films français et anglais d'avant-garde à leur retour à Varsovie. Ils fondent aussi une revue, Film Artistique: Stefan est l'éditeur et Franciszka l'éditrice artistique. Deux numéros ont été publiés, le premier sur l'avant-garde française, le second sur les films anglais récents. Un troisième numéro, sur l'avant-garde polonaise, était prévu mais n'a pas été publié, car le couple part s'installer à Paris durant l'hiver 1937-1938. Themerson dira: « Je savais que je devais être à Paris ». À Paris, ils trouvent un cercle d'artistes et d'écrivains, pour la plupart polonais. Themerson écrit pour diverses publications polonaises. Franciszka commence à peindre et illustre des livres pour enfants chez Flammarion. Ils avaient l'intention de rester à Paris, mais la Seconde Guerre mondiale change leurs projets, comme ceux de la plupart des gens de leur génération. À la déclaration de guerre en 1939, les Themerson s'engagent, Stefan rejoint l'Armée polonaise de l'Ouest après les invasions allemande et russe et la partition de la Pologne. Franciszka rejoint le Gouvernement polonais en exil comme cartographe, d'abord en France, puis en 1940 à Londres, après la Bataille de France.

## Seconde Guerre mondiale et après
En 1940, Stefan Themerson se porte volontaire pour faire partie d'un régiment d'infanterie polonais en France, juste au moment de l'invasion allemande et de l'échec des forces alliées. Ses souvenirs de cette époque rapportent une longue marche de jour et de nuit vers Saint-Nazaire dans la chaleur de l'été. En juin, le régiment se disperse, les officiers abandonnant leurs hommes, qui partent où ils le souhaitent. Themerson voyage dans la France occupée à pied, rejoignant d'abord Paris, puis se dirigeant vers Toulouse, où il reprend contact avec Franciszka grâce à la Croix-Rouge polonaise. Elle travaillait comme cartographe pour le Gouvernement polonais en exil, à Paris et en Normandie, et avait dû partir pour Londres depuis Bayonne. À cette époque, Stefan Themerson passe du temps dans les camps de réfugiés, travaille dans une ferme et passe presque deux ans dans un hôtel de la Croix-Rouge polonaise, l'Hôtel de la Poste à Voiron. Il commence à écrire Professor Mmaa's Lecture en polonais et écrit en français le long poème Croquis dans les ténèbres (Sketches in Darkness). La plupart de leur correspondance pendant les années 1940-1942 concerne les tentatives de Themerson pour quitter la France.
À la fin de l'année 1942, Themerson traverse la France, passe par Marseille puis par l'Espagne et Lisbonne, où la Royal Air Force lui permet de rejoindre sa femme en Angleterre et de se réengager dans l'armée polonaise. Il passe du temps en Écosse avec l'armée, où il prend le temps de finir Professor Mmaa, puis est envoyé à Londres travailler pour le compte du Ministère de l'information et de la documentation polonais. Franciszka et lui réalisent à cette période deux films courts, Calling Mr. Smith, un résumé des atrocités nazies en Pologne, et The Eye and the Ear, inspiré de quatre chansons de Julian Tuwim mises en musique par Karol Szymanowski. En 1944, à l'occasion de l'hommage du PEN Club pour célébrer les trois cents ans du Areopagitica de John Milton, Themerson rencontre Kurt Schwitters. Ils resteront bons amis jusqu'à la mort de Schwitters en 1948. A la même époque, il se lie aussi d'amitié avec Jankel Adler, Julian Trevelyan et Anthony Froshaug (en). En 1944, les Themerson partent s'installer à Maida Vale, où ils resteront jusqu'à la fin de leurs jours. Un de leurs voisins est le poète et éditeur expérimental Bob Cobbing (en).
Stefan et Franciszka Themerson ont publié la plupart de leurs ouvrages grâce à leur propre maison d'édition, Gaberbocchus Press (en) (version latinisée de Jabberwocky) de 1948 à 1979. La plupart des ouvrages ont été conçus et illustrés par Franciszka. Ils ont aussi travaillé avec les traducteurs Barbara Wright et Stanley Chapman, ainsi qu'avec l'artiste Gwen Barnard (en). Ils ont publié environ 70 titres, parmi lesquels on trouve des travaux de Guillaume Apollinaire, Jankel Adler, Kurt Schwitters, la première traduction anglaise de la pièce Ubu roi d'Alfred Jarry, les Exercices de style de Raymond Queneau et The Good Citizen's Alphabet de Bertrand Russell. Ce dernier rédigea une belle préface pour Professor Mmaa’s Lecture. Influencé par Queneau et son groupe de l'Oulipo, auxquels il rend visite en 1950, Stefan Themerson est l'inventeur de la Poésie sémantique (Bayamus, 1945, On Semantic Poetry, 1975),. En 1972, il écrit un opéra, St. Francis and the Wolf of Gubbio. En 1981, Stefan Themerson donne une conférence intitulée The Chair of Decency à Leyde aux Pays-Bas.
Stefan Themerson meurt à Londres en septembre 1988, quelques semaines après la mort de sa femme.

## Héritage
En 1979, les éditions Gaberbocchus Press (en) ont été récupérées par l'éditeur néerlandais De Harmonie (en), d'après les conseils de Stefan Themerson. C'est grâce à ce lien avec l'édition néerlandaise que certains de ses livres ont obtenu une meilleure reconnaissance dans le monde anglophone. En 1985, l'éditeur néerlandais De Bezige Bij (en) publia une traduction d'un manuscrit anglais, dont le titre était Euclid was an ass. Ce livre a été lu par une personne travaillant chez Faber and Faber, qui a ensuite publié le livre en anglais sous le titre The Mystery of the Sardine (en) (1986), ainsi que son dernier roman, Hobson's Island (1988). Ces deux romans et le dernier intitulé Tom Harris ont été republiés plus tard par Dalkey Archive Press (en).
Les archives des Themerson en huit volumes ont été regroupées et éditées par la nièce de Franciszka, l'écrivaine anglaise Jasia Reichardt (en),. Un Themerson Festival a lieu annuellement à Płock, la ville de naissance de Stefan Themerson.

## Publications
- La maison de Monsieur Raison (2019)
- Bayamus (2017)
- Le cardinal Pölätüo (2017)
- Unposted letters (2013)
- Tom Harris (2013)[15]
- The anthology of polish experimental animation (2012)
- The table that ran away to the woods (2012)
- Themerson & Themerson, de Felix Rigg (2011)
- The Mystery of the Sardine (2005)
- Les aventures de Peddy Bottom (2000)
- Ouah! ouah! ou Qui a tué Richard Wagner? (2000)
- Hobson's Island (1988)
- The urge to create visions (1983)
- Bayamus (1978)
- General Piesc or The case of the forgotten mission (1976)
- On semantic poetry (1975)
- Factor T (1972)
- St. Francis & the wolf of Gubbio, or brother Francis'lamb chops (1972)
- Le Cardinal Pölätüo (1968)
- Apollinaire's lyrical ideograms, de Guillaume Apollinaire (1968)
- Europa, de Anatol Stern (en) (1962)
- Semantic divertissements (1962)
- Cardinal Pölätüo (1961)
- Kurt Schwitters in England (1958)
- The song of bright misery, de Pol Dives (1955)
- Woof woof or who killed Richard Wagner? (1951)
- Exercices de style, de Raymond Queneau (1947)[16],[17]

## Filmographie
- Apteka (The Pharmacy) (1930)[18],[19]
- Europa (1931)
- Drobiazg Melodyjny (Musical Moment) (1933)[20]
- Zwarcie (Short Circuit) (1935)
- Przygoda Człowieka Poczciwego (The adventure of a good citizen) (1937)
- Calling Mr. Smith (1943)
- The Eye & The Ear (1944)